# Konrad Krajewski
Konrad Krajewski (25 de novembre del 1963, Łódź, Polònia) és un bisbe catòlic, teòleg i especialista en litúrgia polonès. A la Santa Seu començà a treballar per a l'Oficina de les Celebracions Litúrgiques del Summe Pontífex, l'any 1999 fou nomenat Mestre Papal de cerimònies i rebé el títol de Prelat d'Honor de Sa Santedat i el 2002 el de Capellà de Sa Santedat. Actualment, des del 2013, el papa Francesc el nomenà Almoiner de Sa Santedat i arquebisbe titular de Beneventum.

## Biografia
Després d'haver acabat els estudis de primària i secundària, l'any 1982 entrà al Seminari Major de la Diòcesi de Łódź i després a la Universitat Catòlica de Lublin, on es llicencià en teologia el 1988 i aquell mateix any, l'11 de juny, fou ordenat sacerdot per Mn Władysław Ziółek. Després de la seva ordenació el 1988, començà a treballar com a vicari parroquial a la parròquia de la Visitació de la Santíssima Mare de Déu de Rusiec i després a la parròquia de Nostra Senyora del Perpetu Socors de Łódź. El 1990 es traslladà a Itàlia, on estudià a l'Institut Pontifici Litúrgic de Sant Anselm, on es graduà el 1993 en el grau de litúrgia i el 1995 es doctorà en teologia per la Universitat Pontifícia de Sant Tomàs d'Aquino. Durant la seva estada a la ciutat, a més dels seus estudis universitaris, fou col·laborador de l'Oficina de les Celebracions Litúrgiques del Summe Pontífex i capellà de la Universitat de Roma La Sapienza.
En tornar a Polònia el 1995, tornà a treballar a la seva diòcesi natal de Łódź essent mestre de cerimònies de l'arquebisbe Mn Władysław Ziółek i professor de litúrgia al Seminari Diocesà del qual fou nomenat prefecte, exercint també de professor als seminaris dels franciscans i dels salesians i en una acadèmia catòlica de Varsòvia.
L'any 1998 tornà a Roma i fou contractat per treballar de nou a l'Oficina de les Celebracions Litúrgiques del Summe Pontífex. El 12 de maig del 1999 fou nomenat pel papa Joan Pau II com segon Mestre Papal de cerimònies. Aquell mateix any rebé el títol de Prelat d'Honor de Sa Santedat i el 2002 el de Capellà de Sa Santedat. El 2008 obtingué a Polònia el càrrec de canonge honorari de la ciutat de Łódź.
Posteriorment, el 3 d'agost del 2013, el papa Francesc el nomenà Almoiner de Sa Santedat i també arquebisbe titular de Beneventum.
Rebé la consagració episcopal el 17 de setembre del mateix any a la Basílica de Sant Pere de Vaticà a mans del Governador del Vaticà, el cardenal Giuseppe Bertello, i com a co-consagrants hi hagué el President del Comitè Pontifici per als Congressos Eucarístics Internacionals, Mn Piero Marini i l'arquebisbe emèrit de Łódź Mn Władysław Ziółek (que fou qui el 1988 l'havia ordenat sacerdot), i que comptà amb la presència del papa Francesc.
El març del 2022, després de la invasió russa d'Ucraïna, el papa Francesc va enviar el cardenal Krajewski i el cardenal Michael Czerny, responsable del 'ministeri' social al Vaticà, com a mitjancers amb ajuda humanitària a Ucraïna. Aquesta missió, que va constar de diferents viatges, va ser considerada com a una iniciativa gens habitual dins la diplomàcia vaticana.

## Honors
Comendador de l'orde militar de Crist - 11 de maig de 2010